# Te Kāhui Whakamana Rua Tekau mā Iwa—Pike River Recovery Agency
Das Te Kāhui Whakamana Rua Tekau mā Iwa—Pike River Recovery Agency war eine neuseeländische Agency (Behörde) und zugleich ein Public Service Department (Behörde des öffentlichen Dienstes) in Neuseeland, das sich zur Aufgabe gemacht hatte, nach dem Unglück in der Pike River Coal Mine im November 2010 die Ursachen für das Unglück zu finden, wenn möglich die getöteten verschollenen Bergleute zu bergen und zur Bestattung ihren Familien zu übergeben.

## Namensherkunft
Der Iwi Ngāti Waewae (Ngāi Tahu) verlieh der Behörde den maorischen Namen Te Kāhui Whakamana Rua Tekau mā Iwa, der als die bevollmächtigende Stimme der 29 getöteten Bergleute verstanden werden sollte. Die Ngāti Waewae sind die Hüter des Flusses, der eigentlich Pike Stream genannt wird.

## Hintergrund
Am 19. November 2010 ereignete sich in dem Kohle-Bergwerk eine Methan-Explosion und in Folge drei weitere Explosionen, die dazu führten, dass neun Tage nach Beginn des Unglücks die Kohlegrube aus Sicherheitsgründen verschlossen wurde. 29 Bergarbeiter verloren ihr Leben, zwei konnten sich nach der ersten Explosion retten. Die Leichname der getöteten Bergleute befinden sich Stand Juni 2020 immer noch in der Grube.

## Gründung und Ziele
Die Te Kāhui Whakamana Rua Tekau mā Iwa—Pike River Recovery Agency wurde am 31. Januar 2018 von der Regierung der New Zealand Labour Party unter der Premierministerin Jacinda Ardern by Order in Council (auf Anordnung des Rates) gegründet. Zuständig als Minister für die Behörde wurde Andrew Little.
Die Regierung hatte es sich zur Aufgabe gemacht, dass die Agency (Behörde) in enger Partnerschaft mit den Familien der verschollenen Bergleute zusammenarbeitet und einen bemannten Wiedereintritt in die Grube zu ermöglichen.
Für den Zugang zur Grube wurden folgende Ziele vereinbart:
- Beweise zu sammeln, um verstehen zu können, was genau im Jahr 2010 bei dem Unglück passiert ist,
- um mit dem Wissen um die Ursachen zukünftige Bergbau-Tragödien verhindern zu können,
- die Verantwortlichkeiten für das Unglück ermitteln zu können,
- den Opfern des Unglücks ihren Seelenfrieden zu geben,
- es den Familien der Opfer ermöglichen, einen Abschluss mit dem Unglück zu finden.[4]

Für den dazu notwendigen Prozess und Maßnahmen hatte sich die Behörde verpflichtet, die Sicherheit des Bergwerks zu überwachen und verwalten, seine Infrastruktur instand halten und die sichere Aufbewahrung von allen Aufzeichnungen während dieses gesamten Prozesses zu gewährleisten. Die Behörde wurde am 1. Juli 2022 aufgelöst, da ihre Ziele als erreicht angesehen wurden.